# 国立病院機構南横浜病院
独立行政法人国立病院機構南横浜病院（どくりつぎょうせいほうじんこくりつびょういんきこうみなみよこはまびょういん）は、神奈川県横浜市港南区にあった医療機関。独立行政法人国立病院機構が運営していた。収支の改善が見込めないため、2008年12月1日をもって廃止となった。国立病院機構の病院の廃止は南横浜病院が初めてである。

## 沿革
- 1937年 神奈川県立結核療養所として開院
- 1943年 4月1日、日本医療団に移管
- 1947年 4月1日、厚生省に移管、国立療養所浩風園と改称
- 1972年 7月、国立療養所南横浜病院と改称
- 2001年 1月6日、厚生省から厚生労働省に移管
- 2004年 独立行政法人国立病院機構南横浜病院となる
- 2008年 12月1日、廃止
  - 国立病院機構は神奈川県内の今後の結核医療について、神奈川病院に機能を集約する、としている。

## 診療科等
- 内科
- 呼吸器科
- 循環器科
- 外科
- 呼吸器外科
- 眼科
- 放射線科
- 歯科
- 麻酔科

## 病床数
- 2004年4月1日現在

一般138床、結核147床
- 2008年3月現在

一般42床、結核49床

## 近隣の施設
- 神奈川県立精神医療センター

## 交通アクセス
- JR東海道線戸塚駅から神奈川中央交通バス横43系統「六ッ川四丁目」下車
- JR横須賀線東戸塚駅から神奈川中央交通バス東01系統「六ッ川四丁目」下車 徒歩5分ほど
- 京浜急行電鉄上大岡駅から神奈川中央交通バス71系統・203系統等で「芹が谷」下車徒歩5分

など